# Anna Mårtensson
Anna Mårtensson, född 1965, är en svensk jurist och liberal politiker.
Mårtensson har varit kommunfullmäktiges ordförande (2006–2010) och kommunalråd (2011–2014) i Jönköpings kommun. Hon har också varit rättspolitisk talesperson i Liberala kvinnor. Hon har varit universitetsadjunkt på juridiska institutionen på Göteborgs universitet och på Linnéuniversitetet. Hon arbetar för närvarande som åklagare.